# Nicomedes III của Bithynia
Nicomedes III Euergetes (tiếng Hy Lạp cổ: Νικομήδης Εὐεργέτης Nikomḗdēs Euergetes) là vua của Bithynia, từ khoảng năm 127 trước Công nguyên đến khoảng năm 94 trước Công nguyên. Ông là con trai và người kế vị của Nicomedes II.
Người vợ đầu tiên của Nicomedes III, là Nysa một công chúa Cappadocia, con gái của vua Ariarathes VI của Cappadocia và Laodice của Cappadocia. Với Nysa, Nicomedes III có hai con trai Nicomedes IV của Bithynia, Socrates Chrestus và một con gái được gọi là Nysa. Nicomedes III và Nysa có họ hàng xa với nhau do họ có gốc gác từ các triều đại Seleukos, triều đại Antipatros và triều đại Antigonos.
Ông đã tự mình làm chủ Paphlagonia một thời gian, và tự lập làm vua của Cappadocia nhờ tuyên bố kết hôn với Laodice (góa phụ của Ariarathes VI), người đã bỏ chạy tới chỗ ông ta khi Mithradates Đại đế cố gắng để sáp nhập quốc gia này.
Khi hai con trai của bà - Ariarathes VII và Ariarathes VIII - đã chết, Nicomedes mang đến một kẻ mạo danh như là một người xứng đáng thừa hưởng ngai vàng, nhưng âm mưu này đã bị phát hiện. Người La Mã từ chối công nhận sự khiếu nại, và Nicomedes được yêu cầu từ bỏ tất cả tham vọng đối với Cappadocia và từ bỏ Paphlagonia.